# Raville
Raville – miejscowość i gmina we Francji, w regionie Grand Est, w departamencie Mozela.
Według danych na rok 1990 gminę zamieszkiwało 185 osób, a gęstość zaludnienia wynosiła 26 osób/km² (wśród 2335 gmin Lotaryngii Raville plasuje się na 860. miejscu pod względem liczby ludności, natomiast pod względem powierzchni na miejscu 823.).